# Boney James
Boney James (né James Oppenheim le 1er septembre 1961 à Lowell, Massachusetts) est un saxophoniste, auteur-compositeur et producteur américain qui a popularisé le mouvement urban jazz, un sous-genre rattaché au smooth jazz qui contient des éléments de hip-hop et de RnB contemporain particulièrement marqués. Il est l'un des instrumentistes actuels les plus prisés du grand public, totalisant 3 millions de disques vendus.
Il a été nommé 3 fois aux Grammy Awards (Best Pop Instrumental Album, en 2001 et 2004, et Best Traditional R&B Performance, en 2009), aux NAACP Image Awards (Best Jazz Album) et a remporté un Soul Train Award (Best Jazz Album). En 2000, il a collaboré avec le trompettiste Rick Braun sur l'album Shake It Up. Cet album contient notamment une version du célèbre Grazin' in the Grass, précédemment joué par Hugh Masekela et Friends of Distinction. D'autres artistes célèbres, principalement issus des scènes soul/R&B et Smooth jazz, ont fait des apparitions sur ses albums, parmi lesquels Faith Evans, George Benson, Dwele, Al Jarreau, Philip Bailey, Anthony Hamilton, Jaheim, Eric Benét, Dave Hollister, Esthero, Meshell Ndegeocello et Angie Stone.

## Discographie
- Trust (1992)
- Backbone (1994)
- Seduction (1995)
- Boney's Funky Christmas (1996)
- Sweet Thing/It's All Good (1998)
- Body Language (1999)
- Shake It Up (avec Rick Braun) (2000)
- Ride (2001)
- Pure (2004)
- Shine (2006)
- Christmas Present (2007)
- Send One Your Love (2009)
- Contact (2011)
- The beat (2013)
- Futuresoul (2015)
- Honestly (2017)
- Solid (2020)